# Lienardia strombilla
Lienardia strombilla é uma espécie de gastrópode do gênero Lienardia, pertencente a família Clathurellidae.